# Plélan-le-Petit
Plélan-le-Petit (bretonisch: Plelann-Vihan; Gallo: Plélan) ist eine Gemeinde mit 1.947 Einwohnern (Stand: 1. Januar 2022) im Département Côtes-d’Armor der Region Bretagne in Nordwest-Frankreich. Plélan-le-Petit gehört zum Arrondissement Dinan und zum Kanton Plancoët. Die Einwohner werden Plélanais genannt.

## Geographie
Plélan-le-Petit liegt etwa 14 Kilometer westlich von Dinan am Flüsschen Montafilan. Umgeben wird Plélan-le-Petit von den Nachbargemeinden Saint-Michel-de-Plélan im Norden, Saint-Maudez im Nordosten, La Landec im Osten, Languédias im Süden und Südosten, Mégrit im Süden und Südwesten sowie Saint-Méloir-des-Bois im Westen und Nordwesten.
Durch die Gemeinde verläuft die Route nationale 176.

## Bevölkerungsentwicklung
| Jahr                      | 1793 | 1846 | 1896 | 1911 | 1946 | 1962 | 1968 | 1975 | 1982 | 1990 | 1999 | 2006 | 2013 |
| Einwohner                 | 935  | 1003 | 1285 | 1247 | 1081 | 1059 | 1127 | 1268 | 1364 | 1525 | 1505 | 1609 | 1836 |
| Quelle: Cassini und INSEE |      |      |      |      |      |      |      |      |      |      |      |      |      |

## Sehenswürdigkeiten

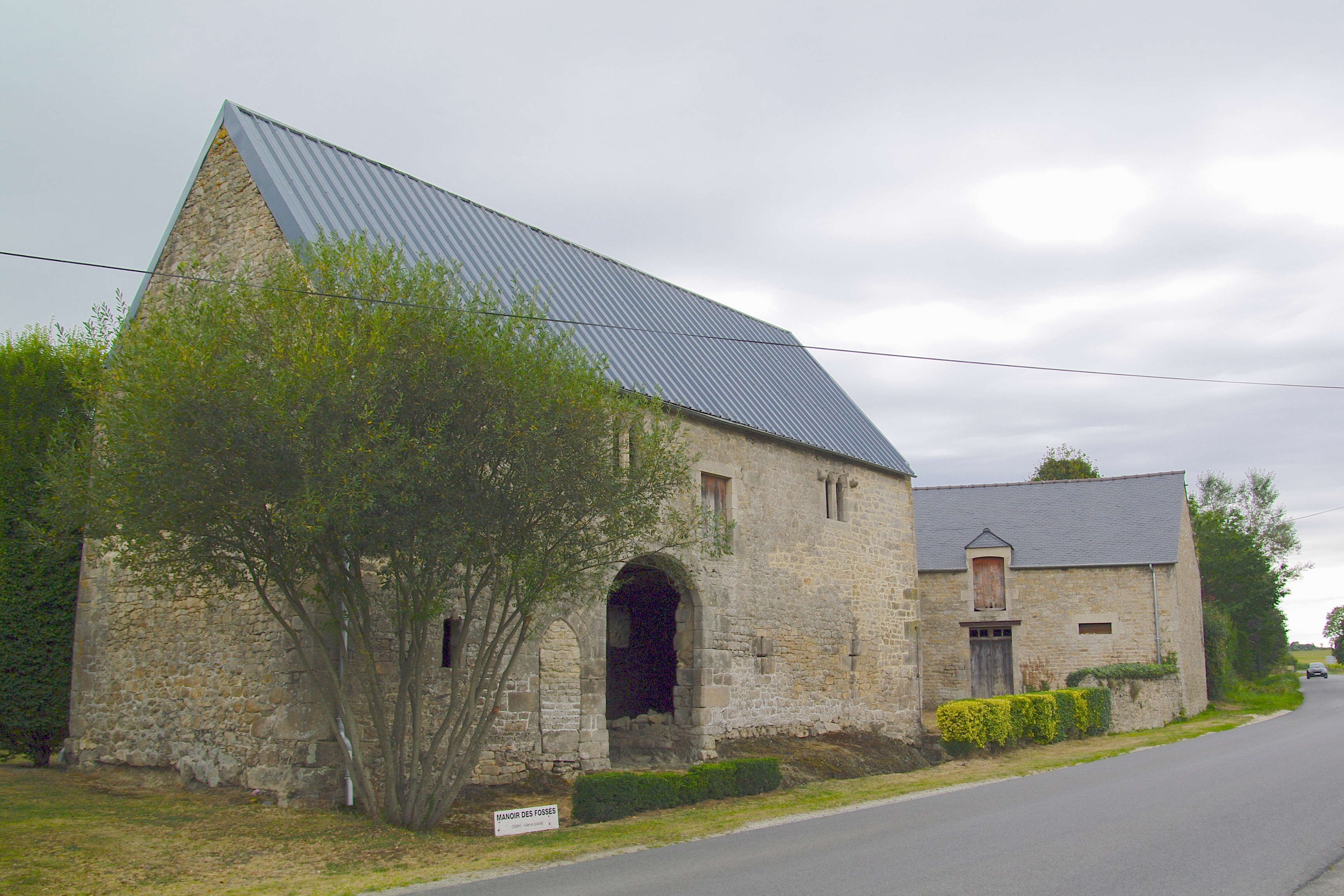
Herrenhaus Les Fossés

Siehe auch: Liste der Monuments historiques in Plélan-le-Petit
- Kirche Saint-Pierre-ès-Liens, errichtet 1876 bis 1878
- Herrenhaus Les Fossés aus dem 14. Jahrhundert, seit 1992 Monument historique
- Herrenhaus La Bordelais aus dem 16. Jahrhundert mit Umbauten aus der Zeit um 1770
- Herrenhaus Légoman aus dem 18. Jahrhundert